# Marie Pollmann
Marie Pollmann (* 13. September 1989 in Salzkotten) ist eine ehemalige deutsche Fußballspielerin. Die Stürmerin spielte zuletzt von 2011 bis 2018 für den FSV Gütersloh 2009, davon eine Saison in der Bundesliga.

## Karriere

### Vereine
Pollmann begann in ihrem Geburtsort, im Stadtteil Upsprunge, für den Mehrspartensportverein SV Upsprunge im Kreis Paderborn mit dem Fußballspielen. Nach Büren gelangt, spielte sie anschließend für die C-Jugendmannschaft des SV Büren 21. Dank einer Sondergenehmigung durfte sie seinerzeit in der Jungenmannschaft spielen. Von 2006 bis 2011 spielte sie für den Herforder SV, mit dem sie 2008 und 2010 in die Bundesliga aufstieg. Beide Male folgte der direkte Wiederabstieg. Am Saisonende 2007/08 erzielte sie 21 Tore und avancierte zur Torschützenkönigin der 2. Fußball-Bundesliga Nord. Zur Saison 2011/2012 wechselte sie zum BV Cloppenburg. Nach nur einem Jahr folgte der Wechsel zum Bundesligaaufsteiger FSV Gütersloh 2009, mit dem sie ein Jahr später als Tabellenletzter in die 2. Bundesliga Nord abstieg.

### Nationalmannschaft
Bei der U19-Europameisterschaft 2008 in Frankreich wurde Marie Pollmann mit vier Toren Torschützenkönigin. Im gleichen Jahr belegte sie mit der U20-Nationalmannschaft den dritten Platz bei der Weltmeisterschaft in Chile. Dabei gelang ihr im Spiel um Platz 3 gegen Frankreich ein Hattrick.

## Erfolge
Nationalmannschaft
- Dritter U20-Weltmeisterschaft 2008
- Nordic-Cup-Sieger 2005 (mit der U17-Nationalmannschaft)
- Torschützenkönigin U19-Europameisterschaft 2008

Herforder SV
- Zweimaliger Aufstieg in die Bundesliga als
  - Meister 2. Bundesliga Nord 2008 und 2010
- Torschützenkönig 2. Bundesliga Nord 2008 (mit 21 Toren)